# ووتون فیتزپین
ووتون فیتزپین (به انگلیسی: Wootton Fitzpaine) یک روستا و محله مدنی در بریتانیا است که در دورست غربی واقع شده‌است. ووتون فیتزپین ۳۴۵ نفر جمعیت دارد.